# Jar of Flies
Jar of Flies es el segundo EP acústico de la banda estadounidense de grunge y rock alternativo Alice in Chains. Fue escrito, grabado y producido en tan solo una semana durante septiembre de 1993 en el estudio London Bridge Studio en Seattle, Washington. Fue lanzado el 25 de enero de 1994 y logró un éxito inmediato, debutando en el número 1 en la lista Billboard 200, siendo el primer EP en la historia en alcanzar dicha posición.

## Contexto y grabación
Después de la intensa gira por su álbum Dirt, la banda decidió explorar un sonido más íntimo y acústico. Según el guitarrista y vocalista Jerry Cantrell, Jar of Flies fue un proyecto espontáneo motivado por el deseo de experimentar con nuevas texturas musicales y un estado emocional más vulnerable.
El bajista Mike Inez se unió formalmente a la banda para esta grabación, reemplazando a Mike Starr. La producción estuvo a cargo del grupo junto con Toby Wright, quien ya había trabajado con ellos en Dirt. La grabación se realizó en solo siete días, durante los cuales la banda compuso y grabó la mayoría de las canciones en sesiones nocturnas.

## Estilo musical y lírico
Jar of Flies se caracteriza por su predominancia acústica, alejándose del sonido más pesado y eléctrico de sus trabajos anteriores. Las canciones presentan arreglos más melódicos y armoniosos, combinando elementos de folk rock, blues y rock alternativo. Las letras, escritas en gran parte por Layne Staley, abordan temas como la soledad, la desesperación y la lucha interna, reflejando la turbulenta situación emocional que vivía el vocalista en esa época.
Una de las canciones más emblemáticas, "Nutshell", ha sido considerada una de las composiciones más sinceras y vulnerables de la banda, dedicada a la memoria de los miembros originales Layne Staley y Mike Starr.

## Recepción crítica
El EP fue recibido con elogios por parte de la crítica, destacándose por su honestidad emocional y calidad compositiva. AllMusic otorgó 4 de 5 estrellas, resaltando la cohesión de los temas acústicos y la madurez de la banda. Rolling Stone también le otorgó una valoración favorable, señalando que el trabajo mostró una nueva faceta más suave y melancólica del grupo.
Además, el disco tuvo un impacto comercial significativo, vendiendo más de tres millones de copias solo en Estados Unidos y siendo certificado como triple platino por la RIAA.

## Impacto y legado
Jar of Flies se convirtió en un referente para la música acústica dentro del movimiento grunge, influyendo en numerosas bandas posteriores que exploraron sonidos más íntimos y melódicos. Su éxito en las listas marcó un precedente, demostrando que un EP acústico podía tener un impacto comercial tan fuerte como un álbum tradicional.
Las canciones "No Excuses" e "I Stay Away" también se convirtieron en clásicos dentro del repertorio de la banda y fueron lanzadas como sencillos con buen desempeño en las listas de rock alternativas.

## Lista de canciones
1. Rotten Apple (Cantrell, Inez, Staley) – 6:58
2. Nutshell (Cantrell, Inez, Kinney, Staley) – 4:19
3. I Stay Away (Cantrell, Inez, Staley) – 4:14
4. No Excuses (Cantrell) – 4:15
5. Whale & Wasp (Cantrell) – 2:37
6. Don't Follow (Cantrell) – 4:22
7. Swing on This (Cantrell, Inez, Kinney, Staley) – 4:04

## Créditos
- Layne Staley – voz principal
- Jerry Cantrell – guitarra, voz
- Mike Inez – bajo, guitarra, coros
- Sean Kinney – batería
- David Atkinson – armónica
- Justine Foy – violonchelo
- Matthew Weiss – violín

---